# Thyasiroidea
Super-famille
Synonymes
- Thysarioidea Dall, 1900[2]

Les Thyasiroidea sont une super-famille de mollusques bivalves.

## Liste des familles
Selon World Register of Marine Species (16 décembre 2018) :
- famille Thyasiridae Dall, 1900 (1895)